# Simulium nami
Simulium nami är en tvåvingeart som beskrevs av John Smart och Clifford 1965. Simulium nami ingår i släktet Simulium och familjen knott. Inga underarter finns listade i Catalogue of Life.